# Надежда Павловић
Надежда Павловић (Високо, 1. јануар 1912 — Врачар, 16. април 2021) била је најстарија жива особа у Србији у периоду од 2019. до 2021. године.

## Биографија
Надежда Павловић рођена је 1. јануара 1912. године у Високом, у данашњој Босни и Херцеговини. Отац јој је био кожар а мајка домаћица. У Високом је завршила основну школу а затим гимназију у Сарајеву. Са 14 година одлази у Београд да настави усавршавање у Вишој педагошкој школи. По завршетку школовања понуђен јој је посао у Јаши Томићу, насељу на граници с Румунијом. Тамо је упознала свог будућег супруга. Супруг јој се придружио војсци након почетка Другог светског рата, а Надежда је остала сама са тек рођеном ћерком. После рата боравили су у Ваљеву, где је друговала са српском песникињом Десанком Максимовић. Касније су живели у Новом Саду где је радила у гимназији у којој је једно време била и директорка, док јој је супруг радио у Нафта гасу. Након пензионисања 1974. године, преселили су се у Београд.
Након смрти 108- годишње Даринке Јандрић, 4. фебруара 2019. године, Надежда је званично постала најстарија живућа особа у Србији. Почетком 2021. Године, прославила је 109. рођендан, а честитке су јој путем друштвених мрежа упутили и председник Републике Србије, Александар Вучић, као и заменик градоначелника града Београда, Горан Весић.
Дана 16. априла 2021. године, српски медији су пренели да је најстарија живућа особа у Србији преминула. Председник Републике Александар Вучић изразио је саучешће породици преминуле Надежде Павловић.
Након њене смрти, три месеца млађа Тамара Крутиков са Новог Београда, постала је најстарија жива особа у Србији.